# Ribadeo

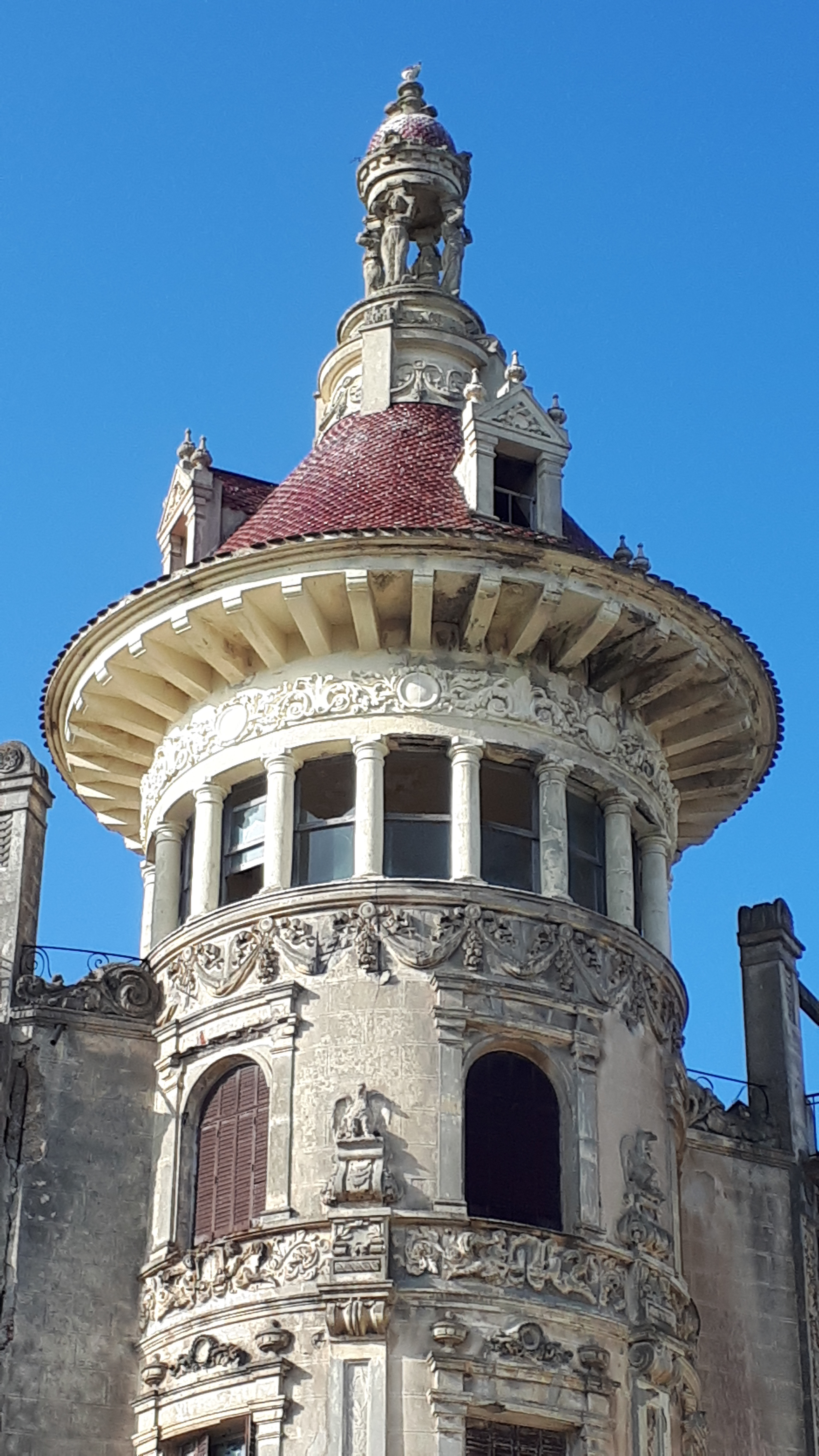
A Torre de los Moreno (1915)

Ribadeo egy község Spanyolországban, Lugo tartományban. Ribadeo Barreiros Municipality, Trabada, Vegadeo és Castropol községekkel határos. Lakosainak száma 9978 fő (2024).

## Nevezetességek
- Torre de los Moreno (1915-ben épült látványos épület)

## Népesség
A település népessége az elmúlt években az alábbi módon változott:
| Lakosok száma | 9034 | 9270 | 9619 | 9983 | 10 023 | 10 010 | 9972 | 9854 | 9871 | 9978 |
|               | 2000 | 2004 | 2006 | 2009 | 2011   | 2014   | 2016 | 2019 | 2021 | 2024 |